# Spoorlijn Frouard - Novéant
De Spoorlijn Frouard - Novéant is een Franse spoorlijn van Frouard naar Novéant-sur-Moselle en vormt daarmee onderdeel van de directe verbinding tussen Nancy en Metz. De lijn is 34,2 km lang en heeft als lijnnummer 090 000.

## Geschiedenis
De spoorlijn werd door de Compagnie du chemin de fer de Paris à Strasbourg geopend op 10 juli 1850.

## Treindiensten
De SNCF en CFL verzorgen het personenvervoer op dit traject met TGV, TER en RE treinen.
| Serie              | Treinsoort            | Route                                                                                         | Bijzonderheden                                   |
| ------------------ | --------------------- | --------------------------------------------------------------------------------------------- | ------------------------------------------------ |
| TGV 2500           | TGV (SNCF)            | Paris Est – Meuse TGV – Nancy-Ville – Épinal – [ Remiremont ] / [ Saint-Dié-des-Vosges ]      | Een trein naar Remiremont / Saint-Dié-des-Vosges |
| TGV 2600           | TGV (SNCF)            | Paris Est – Metz-Ville                                                                        |                                                  |
| TGV 2820           | TGV (SNCF)            | Paris Est – Metz-Ville – Thionville – Luxemburg                                               |                                                  |
| TGV 7680           | TGV (SNCF)            | Paris Est – Champagne-Ardenne TGV – Nancy-Ville                                               |                                                  |
| Ouigo 7690         | TGV (SNCF)            | Paris Est – [ Metz-Ville ] / [ Lorraine TGV ] – Strasbourg-Ville                              | drie treinen per dag                             |
| RE 88500 TER 88500 | RegionalExpress (CFL) | Luxemburg – Thionville – Metz-Ville – Nancy-Ville                                             |                                                  |
| TER 833200         | TER (SNCF)            | Nancy-Ville – Longuyon – Longwy                                                               |                                                  |
| TER 837500         | TER (SNCF)            | Nancy-Ville – Frouard – Pont-à-Mousson – Pagny-sur-Moselle – Metz-Ville                       |                                                  |
| C 40               | TER (SNCF)            | Metz-Ville – Pagny-sur-Moselle – Pont-à-Mousson – Nancy-Ville – Charmes – Épinal – Remiremont |                                                  |

## Aansluitingen
In de volgende plaatsen is of was er een aansluiting op de volgende spoorlijnen:
Frouard
RFN 070 000, spoorlijn tussen Noisy-le-Sec en Strasbourg-Ville
RFN 070 336, raccordement direct van Frouard
Pompey
RFN 096 000, spoorlijn tussen Pompey en Nomeny
Vandières
RFN 005 340, raccordement van Vandières
Pagny-sur-Moselle
RFN 005 341, raccordement van Pagny
RFN 095 000, spoorlijn tussen Longuyon en Pagny-sur-Moselle
Novéant
RFN 089 000, spoorlijn tussen Lérouville en Metz-Ville

## Elektrificatie
De lijn werd in 1959 en 1960 geëlektrificeerd met een wisselspanning van 25.000 volt 50 Hz.

## Galerij

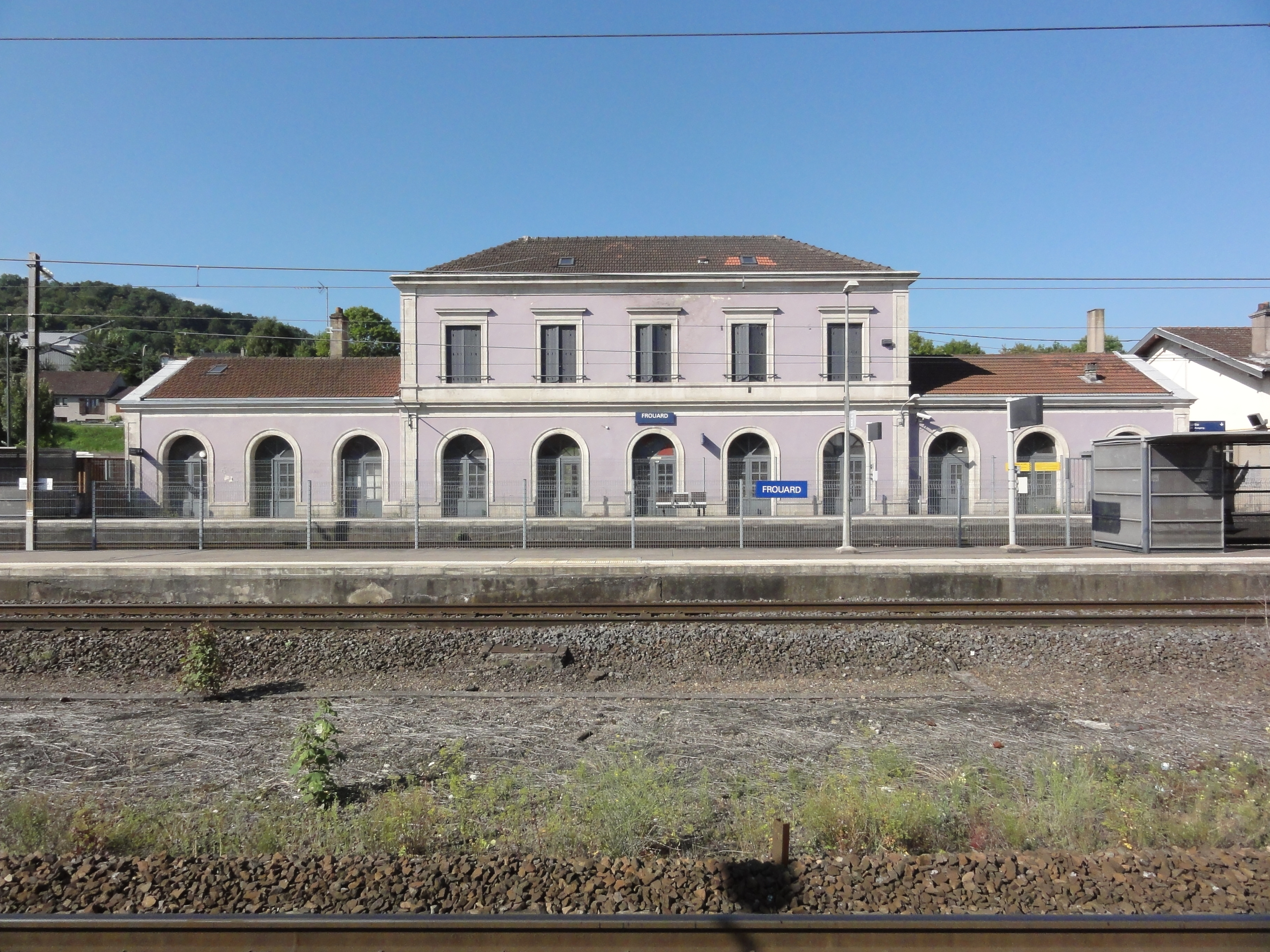
Station Frouard
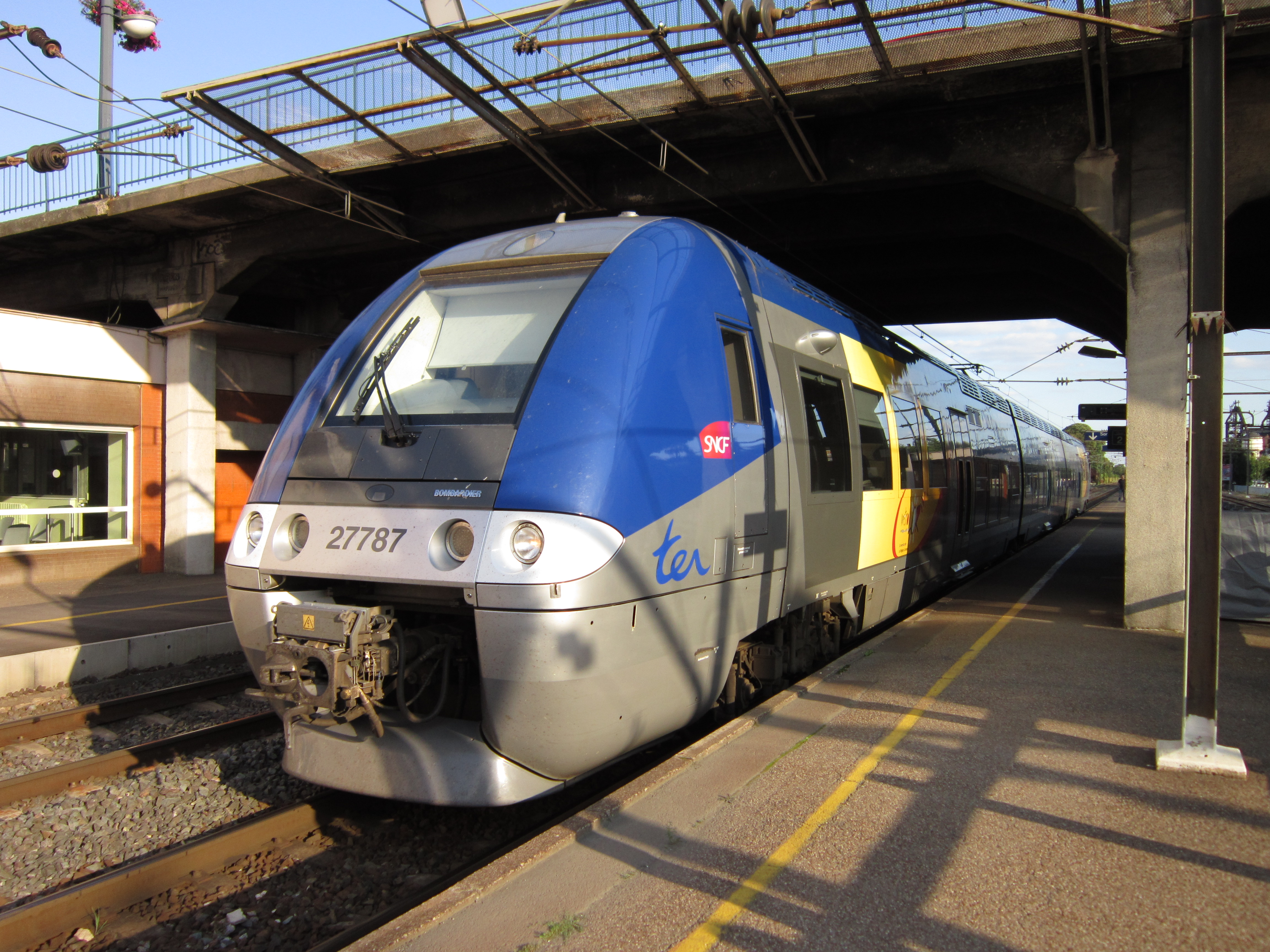
TER Lorraine in Pont-à-Mousson
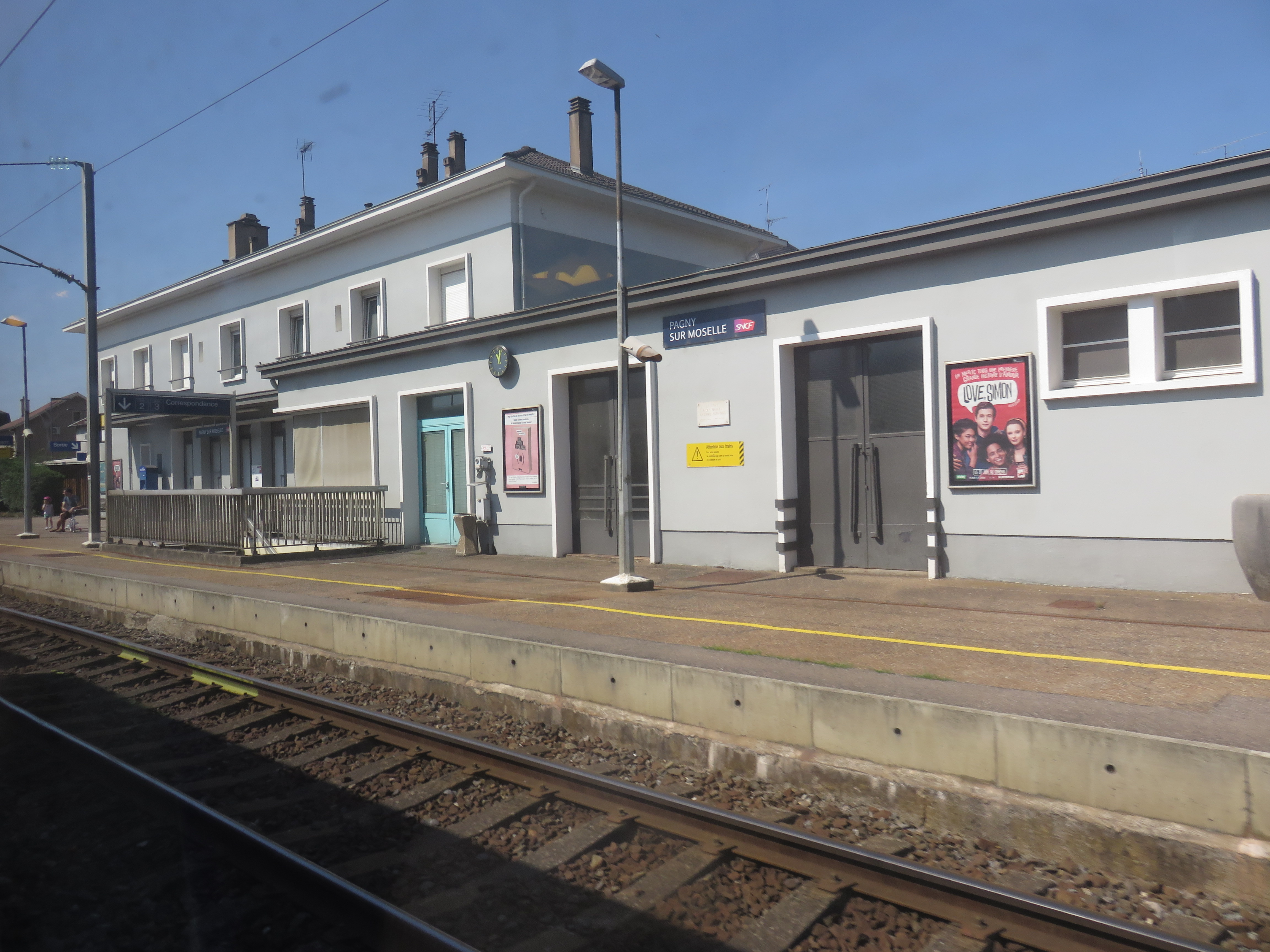
Station Pagny-sur-Moselle
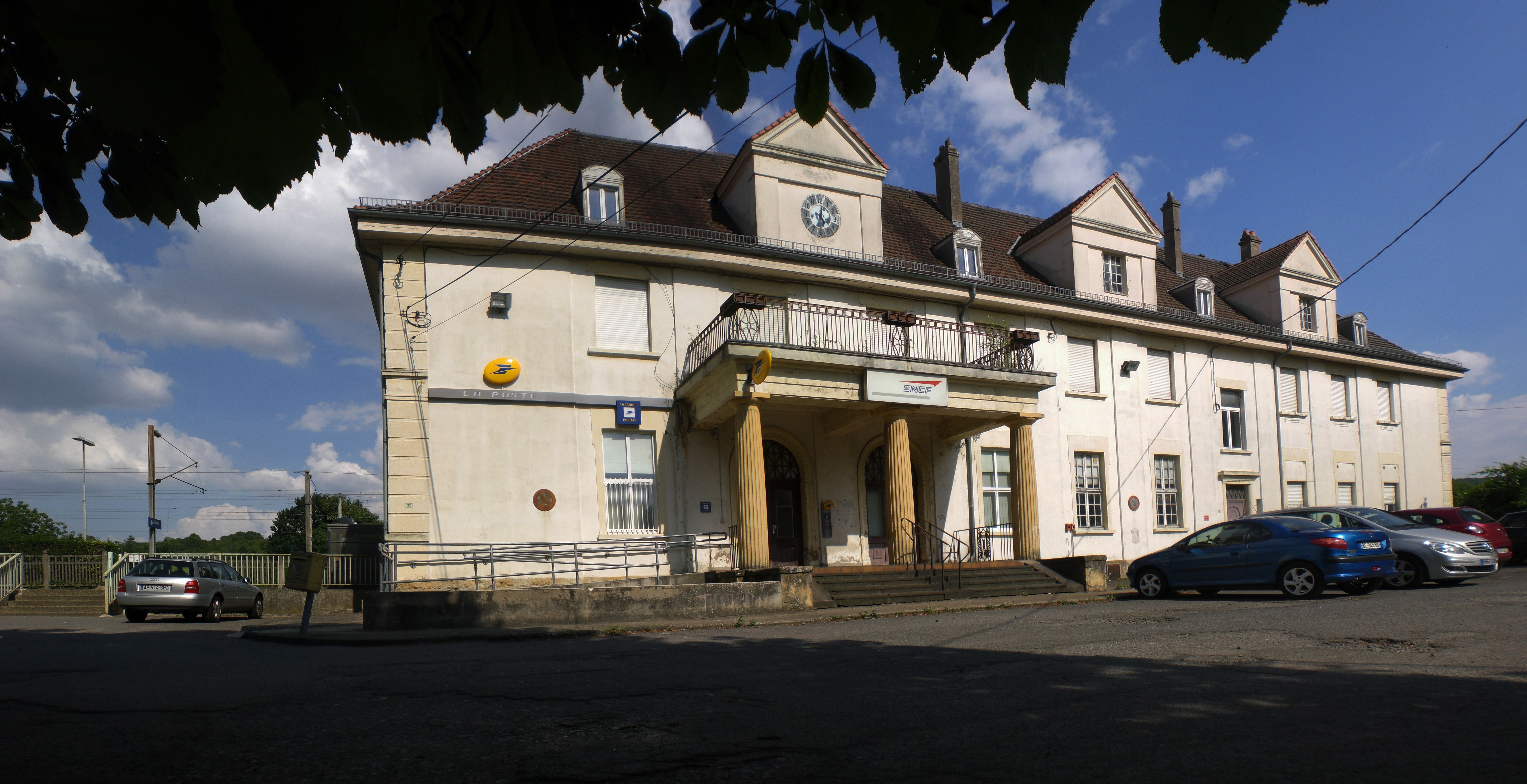
Station Novéant